# 宋影
宋 影（ソン・ヨン、송영、日本名：山川實（やまかわ まこと）、1903年5月24日 - 1977年1月3日）は、日本統治時代の朝鮮と朝鮮民主主義人民共和国の演劇人、漢城府出身。宋東兩（ソン・ドンヤン、송동양）、殷亀山（ウングサン、은구산）、冠岳山人（クァナクサニン、관악산인）、首陽山人（スヤンサニン、수양산인）、鶯峰山人（エンボンサニン、앵봉산인）などの筆名を使ったが、本名は宋武鉉（ソン・ムヒョン、송무현）である。

## 生涯
培材高等普通学校（배재고등보통학교、後の培材高等学校）に学び、長年の同志となる朴世永（パク・セヨン）とは培材高普の同期生だった。学校を中退して、労働に従事し、一時期は東京の工場でも働いていた。1922年に組織された韓国初の社会主義演劇団体、焰群社（ヨムグンサ）に加わり、1925年の朝鮮プロレタリア芸術家同盟（通称：KAPF、카프、カップ）の結成に関わり、以降カップ系列の演劇人として着実に活動した。1925年、『늘어가는 무리（仮訳：並ぶ群れ）』で世に出て、以降、小説『석공조합대표（石工組合代表）』（1926年）、戯曲『一切の面会を拒絶せよ』（1929年）、『호신술（仮訳：護身術）』など、労働者の変革運動を描写したり、有産階級の虚偽性を風刺する理念的性格の作品を発表した。
1930年代後半から転向し、親日行為を見せた。1943年から朝鮮総督府が後援し、朝鮮演劇文化協会が主催して開始された親日性向の演劇競演大会に『산풍（仮訳：山風）』、『역사（仮訳：歴史）』、『달밤에 걷던 산길（仮訳：月夜に歩いた山道）』を出品した。このため、2008年に民族問題研究所がまとめた親日人名辞典収録予定者名簿演劇/映画部門、2009年に親日反民族行為真相糾明委員会が発表した親日反民族行為705人名簿に含まれ、2002年に発表された親日文人42人名簿にも入っている。確認された親日著作物の数は計7編である。
光復後、朝鮮演劇建設本部を結成して委員長を務めるなど、再び左翼系列に戻り、すぐに越北して北朝鮮演劇同盟（북조선연극동맹）委員長として活発に活動した。
特に、1956年に発表した『백두산은 어데서나 보인다（仮訳：白頭山はどこでも見える）』（あるいは『愛国者』）は、五大革命歌劇のひとつである『밀림아 이야기하라（密林よ語れ）』へと脚色され、大成功した。宋影は金日成の抗日武装闘争を直接現場で調査し、文学的に形象化して普及することで、金日成系列の権力が抗日闘争の歴史で裏付けられて固まる過程を側面から支援した。このような成果をもとに、宋影は様々な要職を経て政治的に成功できた。共和国では、最高人民会議代議員，朝鮮作家同盟中央委員会常務委員などを歴任した。
韓雪野（ハン・ソルヤ）系列に分類される宋影は、1960年代に韓雪野が没落した頃、粛清されたという説がある。しかし現在は、愛国烈士陵に遺骸が埋葬されており、粛清説が事実であったとしてもすでに恩赦されていると見られる。

## 参考資料
- 이종호 (2003). “논쟁의 시대, 이야기 그리고 노래 - '탄생 100주년 문학인 기념 문학제' 참관기”. 대산문화재단 웹진.  オリジナルの2007-09-28時点におけるアーカイブ。 2007年7月14日閲覧。.
- 임헌영 (2000). “北으로 간 경기 문인들”. 경기문화재단 웹진.  オリジナルの2007-09-29時点におけるアーカイブ。 2007年7月14日閲覧。.